# تصرف بورلی هیلز
تصرف بورلی هیلز (به انگلیسی: The Taking of Beverly Hills) یک فیلم سینمایی اکشن آمریکایی به کارگردانی سیدنی جی. فیوری و با بازی کن وال، مت فروئر، هارلی جین کوزک و رابرت داوی محصول سال ۱۹۹۱ است.